# Erwan Marinopoulos
 (novembre 2020).
Si vous disposez d'ouvrages ou d'articles de référence ou si vous connaissez des sites web de qualité traitant du thème abordé ici, merci de compléter l'article en donnant les références utiles à sa vérifiabilité et en les liant à la section « Notes et références ».
Erwan Marinopoulos est un réalisateur, comédien, scénariste et producteur de cinéma français. 
Il a co-écrit et/ou produit plus de 300 épisodes de séries télévisées (notamment la série western Templeton diffusée sur OCS et Roxane, la vie sexuelle de ma pote diffusée sur Chérie 25) dans lesquelles il joue parfois également l'un des rôles principaux. 
Il se consacre à l'écriture et à la réalisation. Il a réalisé son premier long métrage de cinéma, la comédie policière anglaise Kill Ben Lyk. Il développe différents projets de séries, notamment avec le producteur Alex Berger.

## Biographie

### Formation et débuts
Après avoir obtenu son baccalauréat en France, il vit aux États-Unis, en Californie, où il obtient son Bachelor's Degree. En tant que comédien il a été formé à la Ligue d'improvisation, au cours Florent, chez Blanche Salant et à Acting International à Paris. En parallèle des cours de théâtre il écrit et joue un one man show pendant un an et demi au Bec Fin à Paris (150 dates).
Il se fait remarquer par une chaîne de télévision à qui il propose, avec l'aide d'un ami comédien, une fiction courte diffusée tous les jours durant deux ans. Erwan Marinopoulos coécrit et interprète un des rôles principaux de cette shortcom.

### Carrière
En tant que scénariste, Erwan Marinopoulos a, entre autres, coécrit la deuxième saison de La Chanson du dimanche (10 x 26 minutes) diffusée sur Comédie+ et Canal+, Maman je t'aime pas : lâche moi projet de fiction pour France 2 (10 x 26 minutes), La Petite Souris, Les Geeks, des épisodes de Roxane, la vie sexuelle de ma pote et son premier long métrage Kill Ben Lyk (co-écrit avec Jean-christophe Establet et Oliver Maltman).
En 2009 Erwan Marinopoulos crée sa société de production SKITS et imagine une nouvelle fiction courte, La Petite Souris (40 épisodes de 2 minutes), qu'il réalise et produit. En 2010, via SKITS Erwan produit la série Les Geeks (70 épisodes de 4 minutes). Erwan achète les droits de la BD homonyme pour en faire une fiction courte diffusée à la télévision sur NRJ 12. 
En 2012, SKITS produit la série Roxane, la vie sexuelle de ma pote (40 épisodes de 3 minutes), diffusée en TV sur Chérie 25, écrite par Julie Bargeton, Erwan Marinopoulos, Anne-Sophie Girard et Marianne Michot. La série est ensuite postée sur Youtube et dépassera les 40 millions de vues cumulées. 
SKITS produit en  2044 la première série de western en France, Templeton, une comédie en 10 épisodes de 26 minutes diffusée sur la chaîne OCS (Orange Cinéma Séries) qui sera sélectionnée en tant que Meilleure série française au festival COLCOA de Los Angeles en 2015 aux côtés d'Engrenages (Canal+) et de Chefs (France 2).
En 2018 Erwan Marinopoulos co-écrit, réalise et co-produit son premier long métrage Kill Ben Lyk, un film tourné en anglais qui mélange comédie et thriller, tourné à Londres avec Eugene Simon (Lancel Lannister dans Game of Thrones) et Simone Ashley (Olivia dans Sex Education sur Netflix) dans les rôles principaux. Inspiré de films comme Snatch ou Knives Out, le film est sélectionné au prestigieux Festival de comédie de l'Alpe d'huez en janvier 2019, puis dans 40 autres festivals autour du monde, dont le Bruxelles International Fantastic Film Festival (BIFFF), et gagne 17 prix dont celui de la meilleure comédie à Berlin, Sydney et Los Angeles. Le film sort en salles en Angleterre en novembre 2019 et aux États-unis en février 2020. Le film a une note de 7,8/10 sur le site de référence IMDB et la presse française comme internationale réserve un excellent accueil au film[réf. nécessaire].
En 2022, il présente le film unitaire Carpe Diem, diffusé sur France Télévisions, et dont les droits d'adaptation sont en discussion avec une société de production américaine[réf. nécessaire].
En 2024 il écrit et réalise la série Deadline (6 épisodes de 26 minutes) pour Ciné+ - OCS (la nouvelle offre du groupe Canal+) avec la comédienne Soko dans le rôle principal, Anne Brochet et François Vincentelli.

## Filmographie

### Acteur
- 2006 : De particulier à particulier de Brice Cauvin : l'employé du rayon photo du BHV
- 2008 : Destinée : Julien
- 2010 : Victoire Bonnot : Stéphane Milon
- 2010 : Les Geeks : Fred
- 2010 : Scènes de ménages : L'ami de Cédric et Marion
- 2011 : Bref, épisode 17 : le marié
- 2012 : L'Art de la fugue de Brice Cauvin : L'agent immobilier
- 2013 : Ceteris paribus, court-métrage de Jean-Baptiste Dusséaux : Un homme
- 2013 : Roxane, la vie sexuelle de ma pote : Yannis
- 2017 : Ma pire angoisse (saison 2, épisode 2) de Romain Lancry : Gaël

### Scénariste
- 2009 : La Petite Souris
- 2011 : Les Geeks
- 2012 : La chanson du dimanche : 10 épisodes
- 2013 : Roxane, la vie sexuelle de ma pote
- 2018 : Kill Ben Lyk (Long métrage)
- 2024 : Deadline (série 6 x 26 min), Ciné+ - OCS (Canal+)

### Producteur
- 2009 : La Petite Souris
- 2011 : Les Geeks
- 2013 : Roxane, la vie sexuelle de ma pote
- 2015 : Templeton de François-David Cardonnel, Jonathan Cardonnel et Pierre Cardonnel : 10 épisodes
- 2018 : Kill Ben Lyk (Long métrage)

### Réalisateur
- 2009 : La Petite souris - Paris Première
- 2019 : Kill Ben Lyk (long métrage) Cinéma
- 2022 : Carpe Diem (téléfilm unitaire) France Tv
- 2024 : Deadline (série 6 x 26 min), Ciné+ - OCS (Canal+)